# Иштван Тиса
Гроф Иштван Тиса од Борос-јене и Сегеда (мађ. gróf Tisza István de Borosjenő et Szeged; Будимпешта, 22. април 1861 — Будимпешта, 31. октобар 1918) је био мађарски политичар.

## Биографија
Тиса се родио у Будимпешти. Премијер Мађарске је био од 1903. до 1905. године, те од 1913. до 1917. године. Имао је утицаја у свим важнијим догађајима у тим периодима. Родио се као син Калмана Тисе, премијера мађарске од 1875. до 1890. године, чију је Либералну странку и наслиједио. Тисе су поријеклом калвинистичка племићка породица из Трансилваније.
Постдипломске студије је завршио на Оксфорду 1880-их година 19. вијека, када је постао јако утицајан у Енглеској. Либерална странка је променила име у Национална странка рада 1905. године. У својим мандатима, Тиса је доминирао мађарском политичком сценом.
Тисин херој и узор био је Ото фон Бизмарк. Тиса је себе видио као отјеловљење свега најбољег у мађарском животу, те је због тога био против сваке реформе и промјене. У економским односима, Тиса је био модернизатор, те је подржао процес индустрализације. Тиса је био противник антисемитизма.
У јулу 1914. године, противио се аустроугарском рату против Србије, на основу тога да је Двојна монархија већ имала и превише Словена. Тису је смакао, као премијера, реформиста Карл I због његовог противљења ширењу концесије. Међутим, Тиса је наставио да опструира реформе све до краја рата. Убио га је у Будимпешти побуњенички војник у октобру 1918. године. У процесу који је сљедио након пада комунистичког режима (завршен 6. октобра 1921. године), судија Иштван Гадо прогласио је кривим сљедеће особе: Пал Кери (размијењен са Совјетским Савезом), Јозеф Погани (познат и као Џон Пепер), побијегао у Беч, па у Москву, па у САД); Иштван Добо; Тивадар Хорват Шановић (побијегао); Шандор Хитнер (умро у затворској болници 1923. године); Тибор Станиковски (једини који је одслужио казну од 18 година, а пуштен је 1938. године).
До данашњег дана у Мађарској, многи људи вјерују да је гроф  Михаљ Карољи, који је био први премијер Мађарске Народне Републике и који није учинио много да истражи убиство током своје тромјесечне власти, био умијешан у убиство Грофа Тисе.